# Клеотера
Клеоте́ра (дав.-гр. Κλεοθήρα) — персонаж давньогрецької міфології, дочка мілетського царя Пандарея і Гармотое, сестра Меропи і Аедони.
Згідно з однією з версій Пандарей викрав золотого пса, що охороняв храм Зевса в Дикті й передав його на зберігання Танталу. За іншою версією все було навпаки — вкрав Тантал і передав пса Пандарею. Через зухвалу неправдиву клятву Пандарея богам на чолі із Зевсом про те, що він ніколи не бачив пса, розлючені боги (можливо це був один Зевс) убили Пандарея і його дружину (за іншою версією перетворили на камінь). Зевс хотів помсти усім членам сім'ї Пандарея. Афродіта та інші богині врятували Клеотеру та Меропу й виховали їх: Гера наділила їх красою і надлюдською мудрістю, Артеміда зробила їх високими і сильними, а Афіна навчила всіх відомих ремесел. Афродіта підібрала їм женихів і навіть вирушила до Зевса з метою домогтися їм його прощення. Проте Зевс, ймовірно, щось запідозрив, і, поки Афродіта усамітнилася з ним на Олімпі, гарпії з його згоди викрали дівчат і передали їх ериніям, які зробили з них своїх служниць і змусили нещасних сиріт жорстоко страждати за батьківські гріхи.